# Cuphea cyrilli-nelsonii
Cuphea cyrilli-nelsonii är en fackelblomsväxtart som beskrevs av R. Zúniga. Cuphea cyrilli-nelsonii ingår i släktet blossblommor, och familjen fackelblomsväxter. Inga underarter finns listade i Catalogue of Life.